# Береговуа, Пьер
Пьер Береговуа́ (фр. Pierre Bérégovoy, при рождении Пётр Адрианович Береговой; 23 декабря 1925, Девиль-ле-Руан, департамент Приморская Сена — 1 мая 1993, Париж) — французский политик-социалист, 161-й премьер-министр Франции при президенте республики Франсуа Миттеране (1992—1993).
Мать — Ирен Бодлен — француженка. Отец — Адриан Береговой — выходец из города Изюм Харьковской губернии, во время Первой мировой войны служил в русском экспедиционном корпусе. В 1918 году он решил не возвращаться в охваченную Гражданской войной Харьковскую губернию Российской империи. Береговуа — французское произношение фамилии Береговой в латинской транскрипции.
Министр социального обеспечения и общественной солидарности в 1982—1984 годах. Министр экономики и финансов, и одновременно — министр по делам бюджета в 1984—1986 годах. Министр экономики, финансов и приватизации в 1988—1992 годах. Возглавил правительство страны в 1992 году. Одновременно в марте 1993 года временно возглавлял Министерство обороны.
Его премьерство в 1992—1993 годах оказалось недолгим (менее года) и окончилось трагически. После поражения социалистов на законодательных выборах Береговуа, замешанный вдобавок в финансовом скандале, подал в отставку (29 марта 1993 года).
1 мая 1993 года Пьер Береговуа покончил жизнь самоубийством, застрелившись в парке госпиталя Валь-де-Грас на берегу канала из пистолета, отобранного у собственного охранника. Береговуа — единственный самоубийца среди французских премьер-министров. Он не оставил предсмертной записки.

## Награды
- Большой крест Национального ордена Заслуг